# László Bellák
László Bellák, född 11 februari 1911 i Budapest i Ungern, död 19 september 2006 i Miami i Florida i USA, var en ungersk-amerikansk bordtennisspelare och världsmästare i mixed dubbel och lag.

## Karriär
Bellák spelade i tio VM, första gången var 1928 och sista 1938.
Under sin karriär tog han 22 medaljer i bordtennis-VM; 7 guld, 9 silver och 6 brons. Den tyngsta titeln är den i mixed dubbel 1938.

## Efter bordtennisen
Efter kriget startade han företaget Bellak Color Corporation.
Han skrev också boken "Table Tennis—How A New Sport Was Born: The History of the Hungarian Team Winning 73 Gold Medals," (1990).

## Halls of Fame
- 1980 valdes han in i USA:s Table Tennis Hall of Fame.
- 1993 valdes han in i International Table Tennis Foundation Hall of Fame.
- 1995 valdes han in i International Jewish Sports Hall of Fame.
- 1996 valdes han in I Florida Table Tennis Hall of Fame.

## Meriter
- VM i bordtennis
  - 1928 i Stockholm
    - 2:a plats singel
    - 3:e plats dubbel med Sándor Glancz
    - 1:a plats med det ungerska laget

  - 1929 i Budapest
    - 2:a plats dubbel (med Sándor Glancz)
    - 2:a plats mixed dubbel (med Magda Gál)

  - 1930 i Berlin
    - 2:a plats singel
    - 3:e plats dubbel (med Sándor Glancz)
    - 1:a plats med det Ungerska laget

  - 1931 i Budapest
    - 3:e plats mixed dubbel (med Marta Komaromi)
    - 1:a plats med det Ungerska laget

  - 1932 i Prag
    - 2:a plats dubbel (med Sándor Glancz)
    - 2:a plats med det ungerska laget

  - 1934 i Paris
    - 2:a plats singel
    - 3:a plats mixed dubbel (med Kathleen Berry)
    - 1:a plats med det Ungerska laget

  - 1935 i London
    - 3:a plats dubbel (med István Kelen)
    - 1:a plats med det ungerska laget

  - 1936 i Prag
    - 3:e plats med det ungerska laget

  - 1937 i Baden (Niederösterreich)
    - 2:a plats med det ungerska laget

  - 1938 i London
    - 2:a plats dubbel (med Viktor Barna)
    - 1:a plats mixed dubbel (med Wendy Woodhead)
    - 1:a plats med det ungerska laget

- Ungerska mästerskapen – guldmedaljer 
  - 1936 – Dubbel (med Miklós Szabados)

- Öppna engelska mästerskapen 
  - 1936 – 1:a plats dubbel (med Miklós Szabados)
  - 1938 – 1:a plats dubbel (med Viktor Barna)
  - 1939 – 1:a plats dubbel (med Viktor Barna)

- Amerikanska mästerskapen
  - 1937 - 1:a plats dubbel
  - 1938 – 1:a plats singel
  - 1939 - 1:a plats dubbel
  - 1941 - 1:a plats mixed dubbel
  - 1943 - 1:a plats dubbel